# Rag Mama Rag
Rag Mama Rag è un brano musicale scritto da Robbie Robertson e inciso dal gruppo canadese The Band, nel secondo album omonimo del 1969. Venne pubblicato anche come singolo, raggiungendo il sedicesimo posto nel Regno Unito, miglior posizione di ogni singolo del gruppo. Il brano riscontrò meno successo negli Stati Uniti, classificandosi solo 57° nella Billboard Hot 100.

## Il brano
Rag Mama Rag è attribuita unicamente a Robbie Robertson anche se Levon Helm dichiarò anni dopo che la canzone non fosse altro che frutto del lavoro congiunto del gruppo. La canzone dà la sensazione di una stesura improvvisata. I The Band inizialmente tentarono di registrare il brano nella maniera usuale, ma Robertson non fu di questo avviso. Levon Helm si mosse quindi dalla batteria, andando a suonare il mandolino, al pianista Richard Manuel toccò la batteria, al bassista Rick Danko il violino e al produttore discografico John Simon la tuba, mentre l'organista Garth Hudson suonò un pianoforte acustico a colonna in stile ragtime. Ad Helm venne affidato inoltre il ruolo di cantante. All'inizio la band non diede un'importanza significativa alla canzone, che venne incisa in un secondo momento.  Robertson dichiarò che non avevano dato peso al tempo effettivo compiuto per realizzare il brano, preferendo bensì soffermarsi a mostrare ciò di cui erano capaci, in uno stile del tutto nuovo. In The New Rolling Stone Album Guide, Matt Kemp etichettò Rag Mama Rag come "melodia per ballata campagnola".
Secondo il critico Rob Bowman di Goldmine, le parole del brano erano incentrate piuttosto "su una donna dalla mentalità curiosa e contorta". Per il critico Thomas Ward di AllMusic, il testo era pressoché insensato. Barney Hoskyns, il biografo dei The Band, accostò le parole dei versi a veri e propri "termini da vigoroso donnaiolo", notando come questi, in sintonia con la strumentazione particolarmente accentuata dal pianoforte ragtime, rendessero simile la canzone allo stile di "una musica da bordello di Storyville". Nick DeRiso di Something Else! descrisse il testo come "lascivo", affermando che la canzone "si dona ad un momento di ebbrezza e trepidante gioia nei bordelli". Secondo Steve Millward, Rag Mama Rag è una canzone dalla sottile satira nei confronti di "uno sfortunato sempliciotto di campagna" che non sa controllare la sua fidanzata".

## Accoglienza
Il critico Stephen Thomas Erlewine di AllMusic definisce Rag Mama Rag come uno "spensierato pezzo a ritmo veloce". Hoskyns afferma che i suoni della canzone sembrano "usciti fuori direttamente dalla New Orleans di inizio XX secolo." Il musicista Dr. John sostenne che il brano avesse il suono di "una combinazione stilistica tra le città di Memphis e New Orleans".  Ward descrive Rag Mama Rag come un "meraviglioso e vivace pezzo accampagnato da una melodia tra le più riuscite della Band".  Secondo Ward, a differenza della maggior parte delle canzoni della Band, Rag Mama Rag deve il suo successo più alla musica che al testo. DeRiso classificò il brano tra le prime 5 canzoni fondamentali di Levon Helm con The Band.

## Formazione
- Levon Helm - voce, mandolino
- Richard Manuel - batteria
- Rick Danko - violino
- Garth Hudson - pianoforte acustico verticale
- Robbie Robertson - chitarra elettrica
- John Simon - tuba

## Cover
Rag Mama Rag è apparsa su diverse compilation dei The Band, tra cui Anthology, To Kingdom Come: The Definitive Collection, Across the Great Divide, Greatest Hits and A Musical History. Le esecuzioni dal vivo a partire dagli anni '70 sono presenti in Rock of Ages, pubblicato nel 1972, oltre che in The Last Waltz, album tratto dal film-documentario del 1978 e ridistribuito nel 2002.
I Little Feat incisero una versione di Rag Mama Rag nel loro album Chinese Work Songs del 2000. Artisti come Bruce Springsteen e Phil Lesh reinterpretarono il brano durante i loro concerti.